# 주오마에바시역
주오마에바시역(일본어: 中央前橋駅, ちゅうおうまえばしえき)은 일본 군마현 마에바시시에 있는 조모 전기 철도 조모 전기 철도 조모 선의 역이다.

## 역 구조
두단식 승강장 3면 3선의 지상역으로 직영역이다.
개찰 외에 대합실과 매점이 있고 승강장의 북쪽에 조모 전기철도 본사가 입주한 "가미 전력 본사 빌딩"이 있다. 승강장 남쪽으로 병행한 형태로 히로세 강이 흐르고 있어 역사 남쪽의 주륜장이나 버스 로터리는 히로세 강을 토관에 그 위를 부지로 있다.
역 서쪽은 지방 도로의 교차점이다. 약 1km정도 떨어진 JR 동일본 마에바시역 사이에 조모 선 발착에 모아 일본 중앙버스의 복고풍 차량의 셔틀 버스가 달리고 있다.

### 승강장
| 1 2 3 | ■ 조모 선 | 오고・아카기・니시키류 방면 |

## 역 주변
본 역은 마에바시 시의 중심부에 있고, 역 주변에는 호텔이 6채 있다. 역에 가까운 지역에는 음식점이 많다.
- 조모 전기 철도 본사
- 군마 현 청사
- 마에바시 시청
- 히로세 강
- 마에바시추오 우체국(유초 은행 마에바시점 병설)
- 마에바시혼초 우체국
- 마에바시혼초이치 우체국
- 마에바시 플라자 건강 21・마에바시 어린이 도서관
- 아트 마에바시
- 마에바시 문학관
- 군마 현민 회관(베이시아 문화 홀)

## 역사
- 1928년 11월 10일: 영업 개시.
- 1945년 8월 5일: 마에바시 공습에 의한 역사 소실, 역사를 급조한 뒤 영업 재개.
- 1971년 11월 19일: 역 건물 "조덴 플라자" 완성 및 역사 이전.
- 2000년 12월 25일: 신역사 완성 및 27일부터 공용 개시.

## 인접역
| ■ 조모 전기 철도 조모 선 | ■ 조모 전기 철도 조모 선 | ■ 조모 전기 철도 조모 선 |
| ------------------------ | ------------------------ | ------------------------ |
| 시·종착역                |                          | 조토 니시키류 방면       |